# Friedrich Hampel
Friedrich Hampel  (* 8. Mai 1898; † nach 1952) war ein deutscher Politiker (CDU). Er war von 1946 bis zu seiner Mandatsniederlegung im Februar 1950 Landtagsabgeordneter in Sachsen-Anhalt.

## Leben
Hampel absolvierte das Gymnasium in Bernburg und studierte anschließend Rechtswissenschaft; 1922 wurde er promoviert. 1925 eröffnete er eine Rechtsanwaltskanzlei und ab 1928 war er Notar. Hampel war während der Weimarer Republik nicht politisch tätig; nach eigenen Angaben wurde der gläubige Katholik jedoch während der Zeit des Nationalsozialismus im Stürmer-Kasten an den Pranger gestellt. Nach dem Zweiten Weltkrieg beteiligte er sich an der Gründung der CDU in der Stadt und dem Kreis Bernburg und leitete bis 1947 den CDU-Kreisverband Bernburg. Dazu gehörte er dem Landesvorstand der CDU Sachsen-Anhalt an und war ab April 1947 stellvertretender Landesvorsitzender.
Bei der Landtagswahl in der Provinz Sachsen 1946 wurde er in den Landtag gewählt, in dem er Mitglied des Ausschusses für Rechts- und Verfassungsfragen sowie des Ausschusses für Kreis- und Gemeindeangelegenheiten an, außerdem gehörte er ab Frühjahr 1947 dem  Ältestenrat an. Als Abgeordneter versuchte er oft, die Rechte des Parlaments und der Abgeordneten gegen die zunehmende Übermacht der SED zu verteidigen. Diese hielt ihn für einen politischen Gegner und erbitterten Feind der sozialistischen Entwicklung und einen Gegner der Sowjetunion. Jedoch stimmte er im Dezember 1947 der Einberufung des SED-dominierten Deutschen Volkskongresses zu. Am 17. Juni 1949 wurde er zum Vorsitzenden der CDU-Fraktion gewählt. Am 10. Oktober 1949 verließ er mit anderen CDU-Abgeordneten aus Protest gegen die Gründung der DDR das Landtagsplenum; am 25. Februar 1950 legte er nach Verunglimpfungen durch die SED in deren Zeitung Freiheit sein Landtagsmandat nieder.
In seiner Rechtsanwaltskanzlei in Bernburg bildete er Referendare auf ihrer Anwaltsstation im juristischen Vorbereitungsdienst nach deren erstem Juristischem Examen aus, darunter den aus Bernburg stammenden späteren Universitätsprofessor Hans Richter (1926–2017).